# Bitwa pod Liscarroll
Bitwa pod Liscarroll – starcie zbrojne, które miało miejsce w lipcu 1642 r. w trakcie Irlandzkiej wojny konfederackiej (Rebelii Irlandzkiej) (1641–1648) w hrabstwie Cork. W starciu tym irlandzka armia konfederacka pod dowództwem Garreta Barry zmierzyła się z angielską armią protestancką pod wodzą Murrougha O'Briena. 
Siły Barry'ego obległy Liscarroll Castle nad rzeką Blackwater chcąc odizolować siły angielskie oblegające Cork. W odpowiedzi na ten ruch, O'Brien wyruszył ze swoimi siłami w kierunku Liscarroll gdzie doszło do bitwy. 
Kawalerzyści konfederaccy prowadzeni przez Olivera Stephensona uderzyli na wojska protestanckie składające się przeważnie z osadników protestanckich. Około 500 kawalerzystom irlandzkim udało się rozbić siły O'Briena, który cudem uniknął niewoli. W bitwie poległ Stephenson (od kuli wystrzelonej przez brata O'Briena, która przeleciała przez strzelinę na oczy w hełmie Stephensona). W wyniku tego zdarzenia wybuchła panika w oddziałach konfederackich, które rozpoczęły odwrót. Kontratak angielskiej kawalerii przełamał obronę Irlandczyków, którzy rozpoczęli gwałtowną ucieczkę. 
W bitwie poległo ponad 700 Irlandczyków (wielu uciekło z pola bitwy). Duże straty poniosła szczególnie szlachta irlandzka, tracąc w bitwie wielu członków rodzin. Po bitwie O'Brien nakazał powiesić 50 schwytanych jeńców. W wyniku starcia miasto Cork do końca wojny stało się protestancką twierdzą w południowej Irlandii.